# Carminatia
Carminatia é um género botânico pertencente à família Asteraceae.